# Artoria avona
Artoria avona är en spindelart som beskrevs av Volker W. Framenau 2002. Artoria avona ingår i släktet Artoria och familjen vargspindlar. Inga underarter finns listade i Catalogue of Life.